# Buffonellodes glabra
Buffonellodes glabra is een mosdiertjessoort uit de familie van de Buffonellodidae. De wetenschappelijke naam van de soort is voor het eerst geldig gepubliceerd in 1991 door Hayward.